# Baraler
Baraler is een bestuurslaag in het regentschap Alor van de provincie Oost-Nusa Tenggara, Indonesië. Baraler telt 914 inwoners (volkstelling 2010).